# 이도환
이도환(李道煥, 1925년~1983년 8월 27일)은 대한민국의 법조인, 교육인, 정치인이다. 제9·10대 국회의원을 지냈다.

## 생애
1925년 출생이며 초등학교에서 교사로 생활하다가 제2회 고등문관시험으로 사법과에 합격한 뒤 서울고등검찰청 검사, 대구지방검찰청 부장검사, 서울지방검찰청 부장검사, 지방검찰청 차장검사, 부산지방검찰청 차장검사, 대검찰청 검사, 중앙정보부 차장보를 지냈으며, 변호사로도 활동했다.
제9대 총선에 민주공화당 소속으로 마산시·진해시·창원군 선거구에 입후보해 당선되었다. 이후 민주공화당경남제1지구당위원장을 역임했다. 제10대 국회의원 선거에서는 앞두고 통일주체국민회의에서의 지명을 받아 제10대 국회의원을 지냈다.
1983년, 자택에서 심장 마비로 사망했다.

## 역대 선거 결과
|  | 38.70% |

|  | 0% |